# Iberochondrostoma lusitanicum
Iberochondrostoma lusitanicum, noto in italiano come boga portoghese o pardelha portoghese è un pesce d'acqua dolce della famiglia Cyprinidae.

## Distribuzione e habitat
Si tratta di una specie endemica del Portogallo meridionale, vive esclusivamente in alcuni affluenti meridionali del Tago.
Vive nel basso corso dei fiumi, in zone con scarsa corrente e ricca vegetazione acquatica.

## Descrizione
È molto simile alla pardilla da cui si distingue per alcuni caratteri delle pinne, per le scaglie più grandi e per il diametro dell'occhio maggiore.
Misura fino a 15 cm di lunghezza.

## Biologia
Al momento della fregola forma delle aggregazioni di numerosi individui. Le uova sono adesive e si attaccano alle piante acquatiche.

## Conservazione
Si tratta di una specie fortemente minacciata di estinzione a causa dell'eccessivo prelievo idrico, delle modificazioni dei corsi da'acqua in cui vive e dall'introduzione di specie aliene.